# Gniewków
Gniewków (niem. Girlachsdorf) – wieś w Polsce położona w województwie dolnośląskim, w powiecie świdnickim, w gminie Dobromierz.

## Podział administracyjny
W latach 1954–1971 wieś należała i była siedzibą władz gromady Gniewków, po jej zniesieniu w gromadzie Roztoka. W latach 1975–1998 miejscowość administracyjnie należała do województwa wałbrzyskiego.

## Zabytki
Do wojewódzkiego rejestru zabytków wpisany jest:
- kościół parafialny pw. św. Barbary, wybudowany w XV wieku w stylu gotyckim, później przebudowany około 1521 roku i około 1700 roku[5]. Obiekt orientowany, od strony południowej posiada wieżę; na ścianach zachowały się płyty nagrobne z XVI wieku a w zakrystii – rzeźbiony późnogotycki portal. Obecna postać budowli pochodzi w zasadniczych formach z ok. 1521 r. (jak świadczy data na portalu do zakrystii) z czasów przebudowy podjętej przez ród Reibnitzów. Ród ten ufundował też dwa bogate portale we wnętrzu, nakrycie chóru w nietypowy w tym czasie sposób żebrowym sklepieniem trójpodporowym i wyposażenie w maswerki ostrołukowych okien prezbiterium. Nawę przykrywa drewniany strop z około 1730 roku[5].
- miejsce po dawnym dworze renesansowym z około 1569 roku zbudowanym dla Hansa von Reibnitza, o korzeniach przypuszczalnie XIV wiecznych. Dwór miał wymiary ok. 23 x 21,5 m i kształt prostokąta. Dwór rozebrano w 1977 roku[6].
- grodzisko słowiańskie z IX/X wieku nad Małą Nysą[7].

## Znane osoby
- Katja Ebstein, właśc. Karin Witkiewicz (ur. 1945) – niemiecka piosenkarka i aktorka.